# محمد عاکفیان
محمد عاکفیان (زاده ۱۰ خرداد ۱۳۶۳) ورزشکار ایرانی رشته‌های دو سرعت و موانع ایران بود. عاکفیان دارنده ۷ مدال قهرمانی در دوومیدانی جوانان و بزرگسالان آسیا می باشد. ۳مدال طلای بزرگسالان آسیا، یک نقره بزرگسالان آسیا، یک مدال برنز بزرگسالان آسیا و دو مدال برنز جوانان آسیا دست آورد محمد عاکفیان از ۱۰ سال عضویت در تیم ملی ایران می باشد. عاکفیان از سال ۱۳۹۲ سمت مربیگری دوهای سرعت تیم ملی بزرگسالان ایران را نیز بر عهده دارد. شکستن رکورد ۱۸ ساله دو ۴۰۰ متر ایران اولین افتخار وی در دوران ورزشکاری او می باشد.
حضور در مسابقات قهرمانی بزرگسالان آسیا، سریلانکا 2002، فیلیپین 2003، کره جنوبی 2005 و اردن 2007، به عنوان ورزشکار و چین 2015 به عنوان مربی در کارنامه وی است.
او همچنین دارنده ی مدرک مربیگری دوره عالی بدن ساز از کمیته ملی المپیک و مدرک مربیگری Level one دو های سرعت از فدراسیون بین المللی دو میدانی یاف می باشد.

## افتخارات
- مقام اول مسابقات بین المللی مجارستان 2010

- مقام اول مسابقات بین المللی قزاقستان 2012

- مقام اول مسابقات بین المللی سالن چین 2009

- مقام اول مسابقات بین المللی تایوان 2007

- مقام اول مسابقات بین المللی تایوان 2008

- مقام هشتم در مسابقات دانشجویان جهان در ترکیه 2005
- مقام دوازدهم در مسابقات دانشجویان جهان در تایلند 2007